# Drinking Buddies - Amici di bevuta
Drinking Buddies - Amici di bevuta (Drinking Buddies) è un film del 2013 diretto da Joe Swanberg.

## Trama
Luke e Kate sono colleghi in un birrificio di Chicago, ed entrambi nel tempo libero amano passare le serate a bere birra. La loro inizialmente sembra una semplice amicizia come tante. Un giorno decidono di trascorrere un week end fuori casa assieme ai loro rispettivi compagni, scoprendo così di provare uno nei confronti dell'altro una forte attrazione.
Luke è legato alla sua ragazza Jill da sei anni e i due stanno per convolare a nozze, nonostante i continui ripensamenti di Luke. Kate invece se la prende più con comodo, inizialmente lei sta con Chris un produttore musicale, per poi accorgersi di non amarlo più e quindi ritornare single. Non ci vorrà molto perché la sottile linea tra amore e amicizia tra Luke e Kate si faccia sempre più labile.

## Promozione
Il 21 giugno 2013 è stato diffuso online il primo trailer del film. La prima del film si è tenuta nel luglio 2013 a Brooklyn. In Italia è stato presentato per la prima volta al Torino Film Festival che si è tenuto il 22 novembre, mentre è uscito in DVD per la prima volta il 15 gennaio 2014.

## Distribuzione
Il film è uscito nelle sale cinematografiche statunitensi in distribuzione limitata il 23 agosto 2013. Nel mercato cinematografico italiano non è stato venduto, si è venuti a conoscenza della pellicola esclusivamente grazie ai giornali che ne hanno parlato in quanto è stato inserito nella pubblicazione della top 10 del film dell'anno 2013 di Quentin Tarantino.